# Leptoderes
Leptoderes is een geslacht van rechtvleugeligen uit de familie sabelsprinkhanen (Tettigoniidae). De wetenschappelijke naam van dit geslacht is voor het eerst geldig gepubliceerd in 1838 door Serville.

## Soorten
Het geslacht Leptoderes omvat de volgende soorten:
- Leptoderes flavipennis Brunner von Wattenwyl, 1891
- Leptoderes fumosa Uvarov, 1923
- Leptoderes ornatipennis Serville, 1838